# Vertregt (cráter)

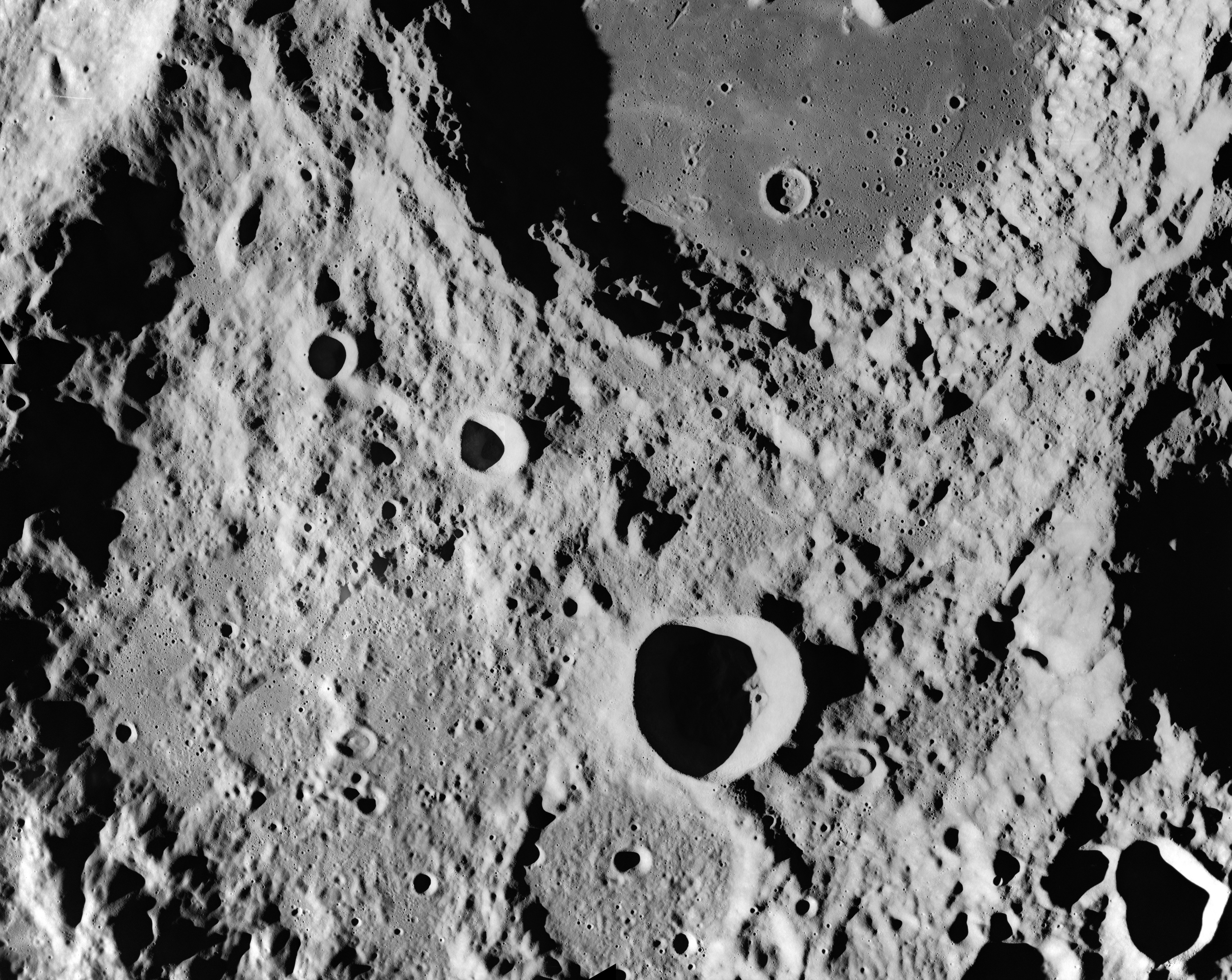
Imagen tomada desde el Apolo 17 con el sol oblicuo

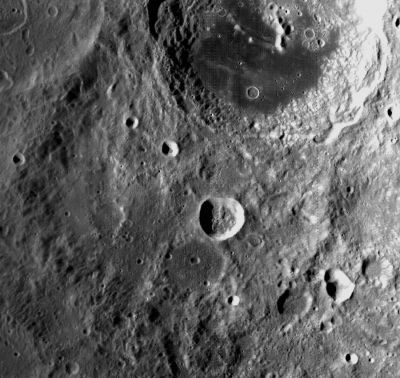
Fotografía de la misión Lunar Reconnaissance Orbiter

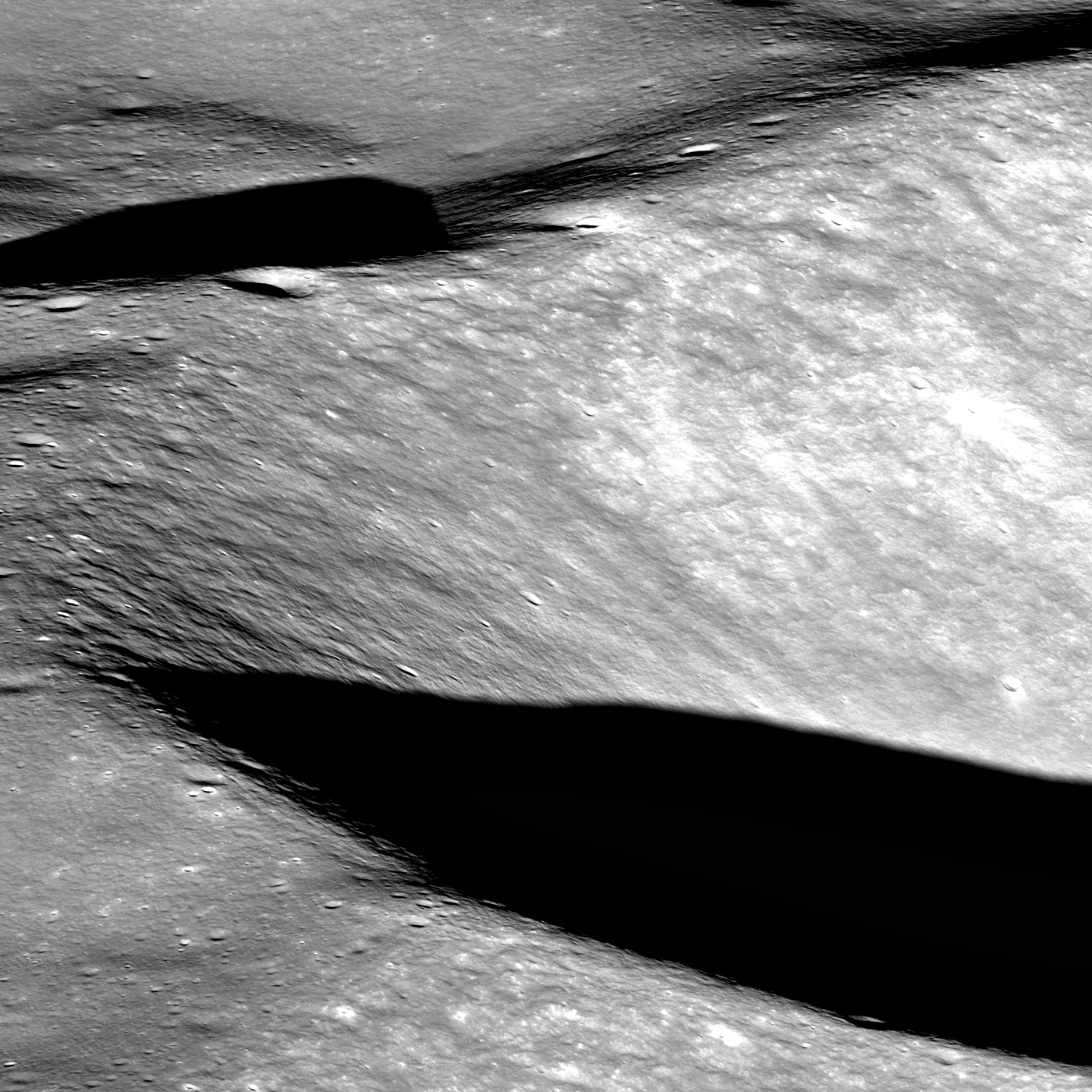
Vertregt J. Fotografía de la misión LRO

Vertregt es el remanente de un antiguo gran cráter de impacto lunar. Se encuentra en la cara oculta de la Luna, al norte de la inusual planicie amurallada de Van de Graaff. El prominente cráter Aitken atraviesa el borde noreste de Vertregt, y Zwicky está unido al borde noroeste.
El cráter ha sido fuertemente erosionado y remodelado por sucesos posteriores, dejando solo algunos segmentos del borde exterior todavía visibles. La sección noroeste del brocal es la parte más intacta, aunque incluso esta arista está marcada por pequeños cráteres.
El interior se compone de crestas rugosas y de impactos más pequeños, con la destacada pareja de cráteres formada por Vertregt L y Vertregt K en el sureste. Una amplia grieta se dirige desde el extremo sur del suelo del cráter hacia Van de Graaff.

## Cráteres satélite
Por convención estos elementos son identificados en los mapas lunares poniendo la letra en el lado del punto medio del cráter que está más cercano a Vertregt.
|          | \| Vertregt \| Coordenadas \| Diámetro \| \| -------- \| ------------------------------- \| -------- \| \| J \| 21°30′S 174°18′E / -21.5, 174.3 \| 17 km \| \| K \| 20°06′S 172°00′E / -20.1, 172.0 \| 27 km \| \| L \| 21°06′S 171°30′E / -21.1, 171.5 \| 38 km \| \| P \| 23°36′S 170°00′E / -23.6, 170.0 \| 24 km \| \| R \| 21°48′S 167°06′E / -21.8, 167.1 \| 25 km \| |          |
| Vertregt | Coordenadas | Diámetro |
| J        | 21°30′S 174°18′E / -21.5, 174.3 | 17 km    |
| K        | 20°06′S 172°00′E / -20.1, 172.0 | 27 km    |
| L        | 21°06′S 171°30′E / -21.1, 171.5 | 38 km    |
| P        | 23°36′S 170°00′E / -23.6, 170.0 | 24 km    |
| R        | 21°48′S 167°06′E / -21.8, 167.1 | 25 km    |